# Bagleyklasse
De Bagleyklasse werd gebouwd voor de Amerikaanse marine. Alle acht schepen werden besteld en neergelegd in 1935 en waren klaar in 1937. Ze waren gebaseerd op de Gridleyklasse, die weer gebaseerd was op de Mahanklasse.
Alle acht torpedobootjagers van de Bagleyklasse waren aanwezig bij de aanval op Pearl Harbor op 7 december 1941. Ze dienden allen in de Grote Oceaan tijdens de Tweede Wereldoorlog, waarbij er drie verloren gingen bij gevechtsacties, twee zonken door de testen van Operation Crossroads en de overige drie werden gesloopt kort na het einde van de oorlog.

## Schepen
| Naam                      | Scheepswerf                | Kiellegging       | Tewater          | In dienst         | Lot                                                                               | DANFS link |
| ------------------------- | -------------------------- | ----------------- | ---------------- | ----------------- | --------------------------------------------------------------------------------- | ---------- |
| USS Bagley (DD-386)       | Norfolk Naval Yard         | 31 juli 1935      | 3 september 1936 | 12 juni 1937      | Verkocht voor de sloop op 8 september 1947                                        | [ 1 ]      |
| USS Blue (DD-387)         | Norfolk Naval Yard         | 25 september 1935 | 27 mei 1937      | 14 augustus 1937  | Gezonken door vijandelijke actie tijdens Slag bij Guadalcanal op 22 augustus 1942 | [ 2 ]      |
| USS Helm (DD-388)         | Norfolk Naval Yard         | 25 september 1935 | 27 mei 1937      | 16 oktober 1937   | Verkocht voor de sloop op 2 oktober 1947                                          | [ 3 ]      |
| USS Mugford (DD-389)      | Boston Navy Yard           | 28 oktober 1935   | 31 oktober 1936  | 16 augustus 1937  | Gezonken bij Kwajalein op 22 maart 1948                                           | [ 4 ]      |
| USS Ralph Talbot (DD-390) | Boston Navy Yard           | 28 oktober 1935   | 31 oktober 1936  | 14 oktober 1937   | Gezonken bij Kwajalein op 8 maart 1948                                            | [ 5 ]      |
| USS Henley (DD-391)       | Mare Island Navy Yard      | 28 oktober 1935   | 12 januari 1937  | 14 augustus 1937  | Gezonken door vijandelijke actie bij Nieuw Guinea op 3 oktober 1943               | [ 6 ]      |
| USS Patterson (DD-392)    | Puget Sound Naval Shipyard | 23 juli 1935      | 6 mei 1937       | 22 september 1937 | Verkocht voor de sloop op 18 augustus 1947                                        | [ 7 ]      |
| USS Jarvis (DD-393)       | Puget Sound Naval Yard     | 21 augustus 1935  | 6 mei 1937       | 27 oktober 1937   | Gezonken door vijandelijke actie bij Guadalcanal op 9 augustus 1942               | [ 8 ]      |